# Ausdruck (Programmierung)
Ein Ausdruck ist in vielen Programmiersprachen ein Konstrukt, das gemäß einer gegebenen Semantik in Bezug auf einen Kontext ausgewertet werden kann, also einen Wert liefert.
In vielen formalen Sprachen sind Ausdrücke eines der wichtigsten Konstrukte, wenn nicht gar das einzige. Einige Beispiele:
Arithmetische Ausdrücke
2*3
2(x − a)
x2 = 2x
y = sin(x) usw.
Aussagenlogische Ausdrücke
a und b
wenn b dann a
a oder nicht b usw.
Prädikatenlogische Ausdrücke
wenn verheiratet(A, B) dann verheiratet(B, A)
wenn Mensch(A) dann (Mann(A) oder Frau(A)) usw.
Ausdrücke in Programmiersprachen
- Literale (Konstanten): 2, 3.14, … (Aber auch Zeichenketten (Strings) und Zeichen: "Hallo Welt", 'c', …)
- Variablen: x, betragInEuro, wochentagsNummer, …
- Funktionen: sin(phi), random(), aktMonatsNummer(), …
- Operationen: 2*3, 2(x - a), x^3, cos(2*x + 3.14), …
- Kombinierte Ausdrücke, zum Teil auch mit Zuweisungen oder Ausdrucksanweisungen: x++, --y, y = x = 2*z, y = sin(x), …

Neben den Ausdrücken sind in vielen formalen Sprachen Deklarationen wichtig, die den Kontext für die Ausdrücke definieren. Diese werden manchmal (vor allem in funktionalen Programmiersprachen und Skriptsprachen) selbst ebenfalls als Ausdrücke betrachtet.